# Les Châtelets
Les Châtelets is een gemeente in het Franse departement Eure-et-Loir (regio Centre-Val de Loire) en telt 101 inwoners (2009). De plaats maakt deel uit van het arrondissement Dreux.

## Geografie
De oppervlakte van Les Châtelets bedraagt 10,1 km², de bevolkingsdichtheid is dus 10 inwoners per km².
De onderstaande kaart toont de ligging van Les Châtelets met de belangrijkste infrastructuur en aangrenzende gemeenten.

## Demografie
Onderstaande figuur toont het verloop van het inwonertal (bron: INSEE-tellingen).